# Foleya brevicornis
Foleya brevicornis is een keversoort uit de familie zwartlijven (Tenebrionidae). De wetenschappelijke naam van de soort is voor het eerst geldig gepubliceerd in 1916 door Peyerimhoff.